# Molytophilus
Molytophilus är ett släkte av skalbaggar. Molytophilus ingår i familjen vivlar.
Kladogram enligt Catalogue of Life:
| Molytophilus | \| \| Molytophilus affinis \| \| \| \| \| \| Molytophilus puncticollis \| \| \| \| |
|              | \| \| Molytophilus affinis \| \| \| \| \| \| Molytophilus puncticollis \| \| \| \| |
|              | Molytophilus affinis                                                               |
|              |                                                                                    |
|              | Molytophilus puncticollis                                                          |
|              |                                                                                    |